# Hohenwiesner Berg
Als Hohenwiesner Berg, im westlichen Abschnitt Schergenwieser Berg, wird ein bis zu 1427 m ü. NHN hoher Bergrücken zwischen Isar und Weißach bezeichnet.
Auf dem Bergrücken am höchsten Punkt befindet sich die Hochalm (1427 m) und mehrere wenig besuchte Gipfel, u. a. der Gerstenrieder Kopf (1421 m), der Rosskopf (1403 m) und der Saurüsselkopf (1364 m).

## Galerie

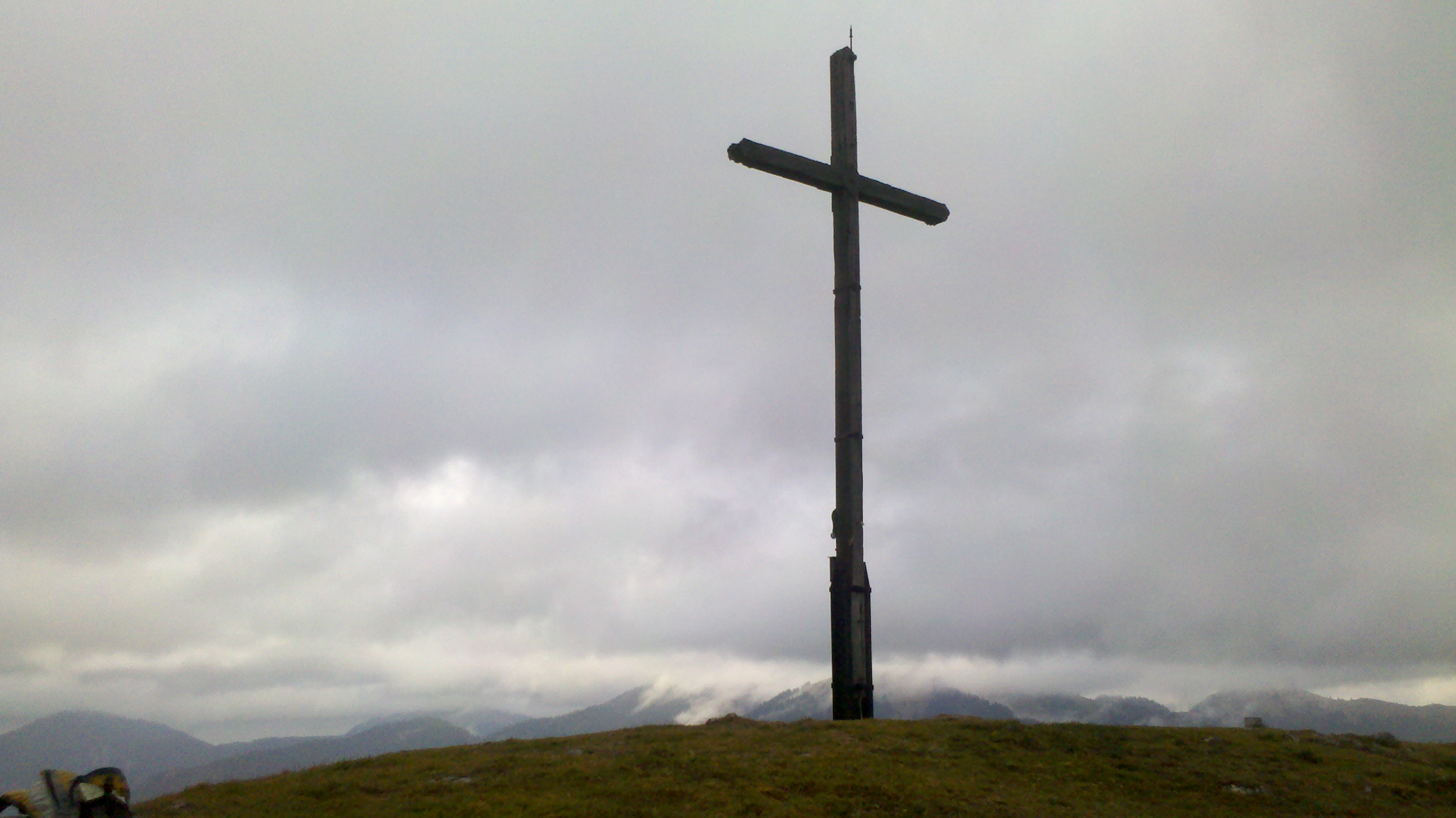
Gipfelkreuz der Hochalm
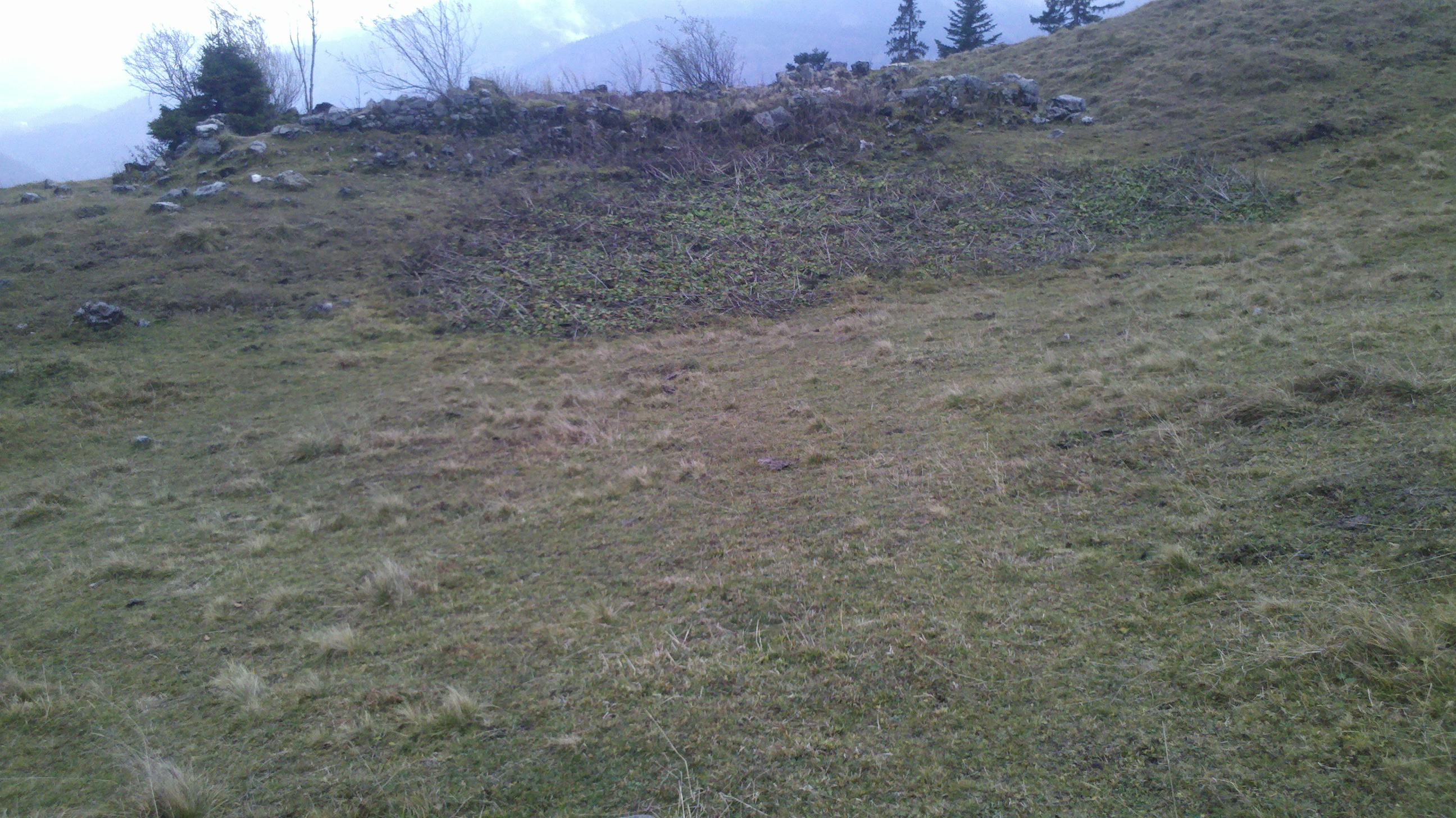
Verfallenes Gebäude der Hochalm
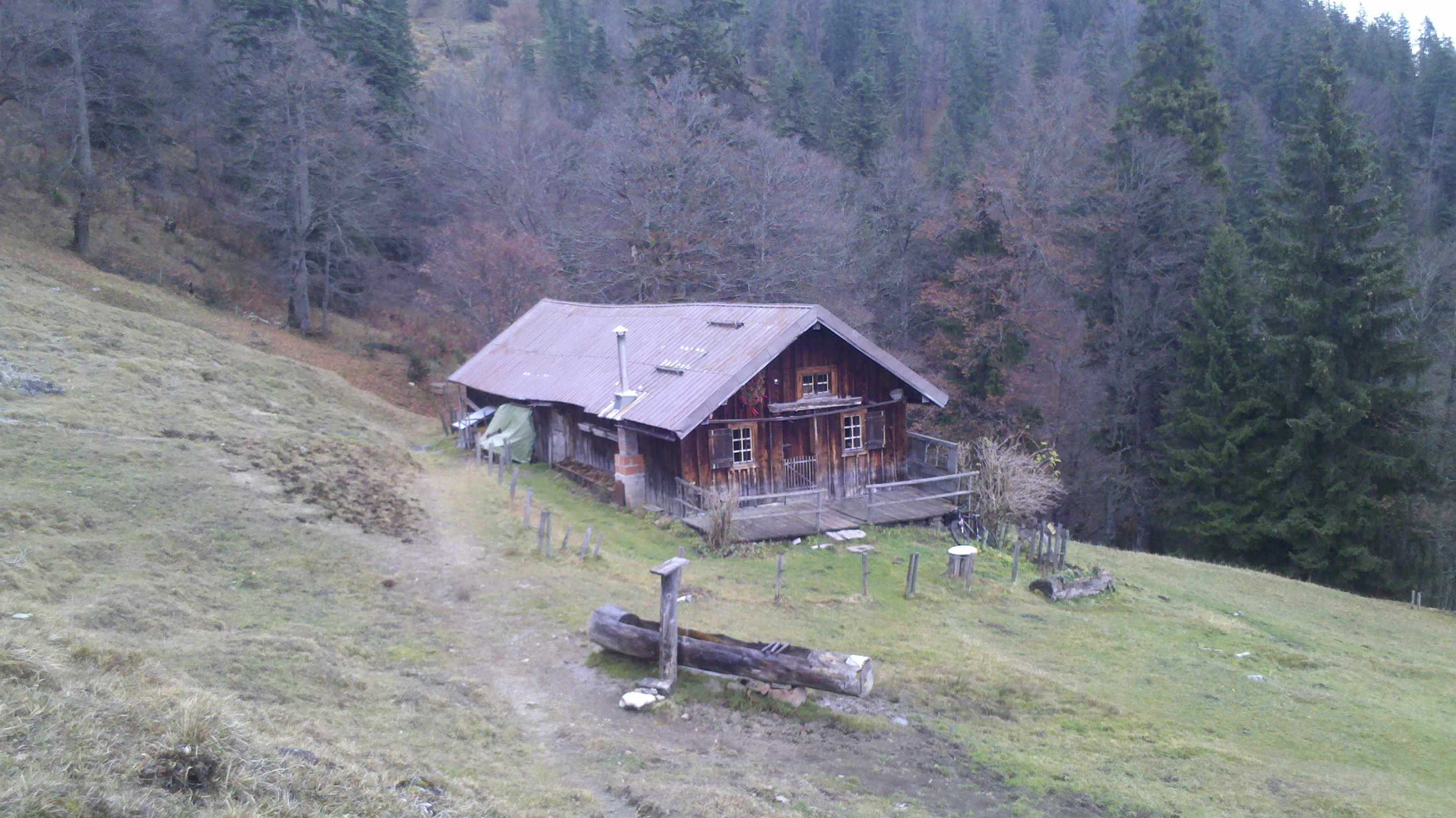
Mitterhütte südlich unterhalb der Hochalm